# Christian-Ludwig Weber-Lortsch
Christian-Ludwig Weber-Lortsch (geb. vor 1954) ist ein deutscher Diplomat und war zuletzt von 2011 bis 2017 Botschafter in Myanmar.

## Leben
Nach dem Schulbesuch studierte er von 1971 bis 1977 Rechtswissenschaften an der Universität München sowie der Universität Paris. Im Anschluss war er als Rechtsreferendar und Wissenschaftlicher Mitarbeiter am Institut für Politik der Universität München tätig.
1980 trat er in den Diplomatischen Dienst ein und wurde nach Abschluss des Vorbereitungsdienstes 1982 Mitarbeiter im Büro der Staatssekretäre des Auswärtigen Amtes. Nach Tätigkeiten an der Botschaft in Griechenland von 1983 bis 1986 sowie in der Volksrepublik China von 1986 bis 1987 war er zwischen 1987 und 1990 wieder Mitarbeiter in der Zentrale des Auswärtigen Amtes in Bonn.
1990 wurde er Ständiger Vertreter des Botschafters in Malaysia und im Anschluss von 1995 bis 1998 Ausbildungsleiter des Außenministeriums. Nach einer Tätigkeit als Ständiger Vertreter des Botschafters in Algerien war er zwischen 2000 und 2003 Referatsleiter für Asien, Afrika und Lateinamerika im Bundeskanzleramt. Im Jahr 2003 erfolgte seine Ernennung zum Botschafter in Vietnam. Von 2007 bis 2011 war Weber-Lortsch Botschafter auf den Philippinen. Nachfolger als Botschafter in Manila wurde daraufhin Joachim Heidorn.
Seit September 2011 war Christian-Ludwig Weber-Lortsch Botschafter in Myanmar, bis er im August 2017 von Dorothee Janetzke-Wenzel abgelöst wurde.